# Авокадо-Гайтс (Каліфорнія)
Авокадо-Гайтс (англ. Avocado Heights) — переписна місцевість (CDP) в США, в окрузі Лос-Анджелес штату Каліфорнія. Населення — 13 317 осіб (2020).

## Географія
Авокадо-Гайтс розташоване за координатами 34°2′12″ пн. ш. 118°0′6″ зх. д. / 34.03667° пн. ш. 118.00167° зх. д. (34.036769, -118.001783).  За даними Бюро перепису населення США в 2010 році переписна місцевість мала площу 7,36 км², з яких 7,01 км² — суходіл та 0,35 км² — водойми.

### Клімат
| Клімат : Авокадо-Гайтс | Клімат : Авокадо-Гайтс | Клімат : Авокадо-Гайтс | Клімат : Авокадо-Гайтс | Клімат : Авокадо-Гайтс | Клімат : Авокадо-Гайтс | Клімат : Авокадо-Гайтс | Клімат : Авокадо-Гайтс | Клімат : Авокадо-Гайтс | Клімат : Авокадо-Гайтс | Клімат : Авокадо-Гайтс | Клімат : Авокадо-Гайтс | Клімат : Авокадо-Гайтс | Клімат : Авокадо-Гайтс |
| Показник               | Січ.                   | Лют.                   | Бер.                   | Квіт.                  | Трав.                  | Черв.                  | Лип.                   | Серп.                  | Вер.                   | Жовт.                  | Лист.                  | Груд.                  | Рік                    |
| Середній максимум, °C  | 22,2                   | 22,8                   | 24,4                   | 26,7                   | 28,9                   | 32,2                   | 35,0                   | 35,6                   | 35,0                   | 29,4                   | 26,1                   | 22,2                   | 28,4                   |
| Середній мінімум, °C   | 9,4                    | 10,0                   | 11,1                   | 12,2                   | 15,0                   | 17,2                   | 18,3                   | 19,4                   | 18,3                   | 15,6                   | 11,7                   | 9,4                    | 14,0                   |
| Норма опадів, мм       | 96                     | 90                     | 68                     | 24                     | 8                      | 2                      | 0                      | 1                      | 5                      | 8                      | 31                     | 62                     | 417                    |
| ---------------------- | ---------------------- | ---------------------- | ---------------------- | ---------------------- | ---------------------- | ---------------------- | ---------------------- | ---------------------- | ---------------------- | ---------------------- | ---------------------- | ---------------------- | ---------------------- |
| Джерело:               |                        |                        |                        |                        |                        |                        |                        |                        |                        |                        |                        |                        |                        |

## Демографія
Згідно з переписом 2010 року, у переписній місцевості мешкало 15 411 особа в 3813 домогосподарствах у складі 3304 родин. Густота населення становила 2094 особи/км².  Було 3922 помешкання (533/км²).
Расовий склад населення:
| - 55,6 % — білих - 8,8 % — азіатів - 0,9 % — чорних або афроамериканців - 0,7 % — корінних американців - 0,1 % — вихідців з тихоокеанських островів - 30,7 % — осіб інших рас |

До двох чи більше рас належало 3,3 %. Частка іспаномовних становила 82,1 % від усіх жителів.
За віковим діапазоном населення розподілялося таким чином: 27,3 % — особи молодші 18 років, 61,8 % — особи у віці 18—64 років, 10,9 % — особи у віці 65 років та старші. Медіана віку мешканця становила 33,7 року. На 100 осіб жіночої статі у переписній місцевості припадало 98,5 чоловіків;  на 100 жінок у віці від 18 років та старших — 96,4 чоловіків також старших 18 років.
Середній дохід на одне домашнє господарство  становив 80 977 доларів США (медіана — 71 148), а середній дохід на одну сім'ю — 83 046 доларів (медіана — 73 448). Медіана доходів становила 42 601 долар для чоловіків та 38 984 долари для жінок. За межею бідності перебувало 12,8 % осіб, у тому числі 19,1 % дітей у віці до 18 років та 7,6 % осіб у віці 65 років та старших.
Цивільне працевлаштоване населення становило 7103 особи. Основні галузі зайнятості: освіта, охорона здоров'я та соціальна допомога — 21,2 %, роздрібна торгівля — 12,1 %, мистецтво, розваги та відпочинок — 10,0 %, транспорт — 9,6 %.